# Кампоијенцо (Катанцаро)
Кампоијенцо је насеље у Италији у округу Катанцаро, региону Калабрија.
Према процени из 2011. у насељу је живело 256 становника. Насеље се налази на надморској висини од 461 м.